# Baronnet
Pour les articles homonymes, voir baronnet (homonymie).

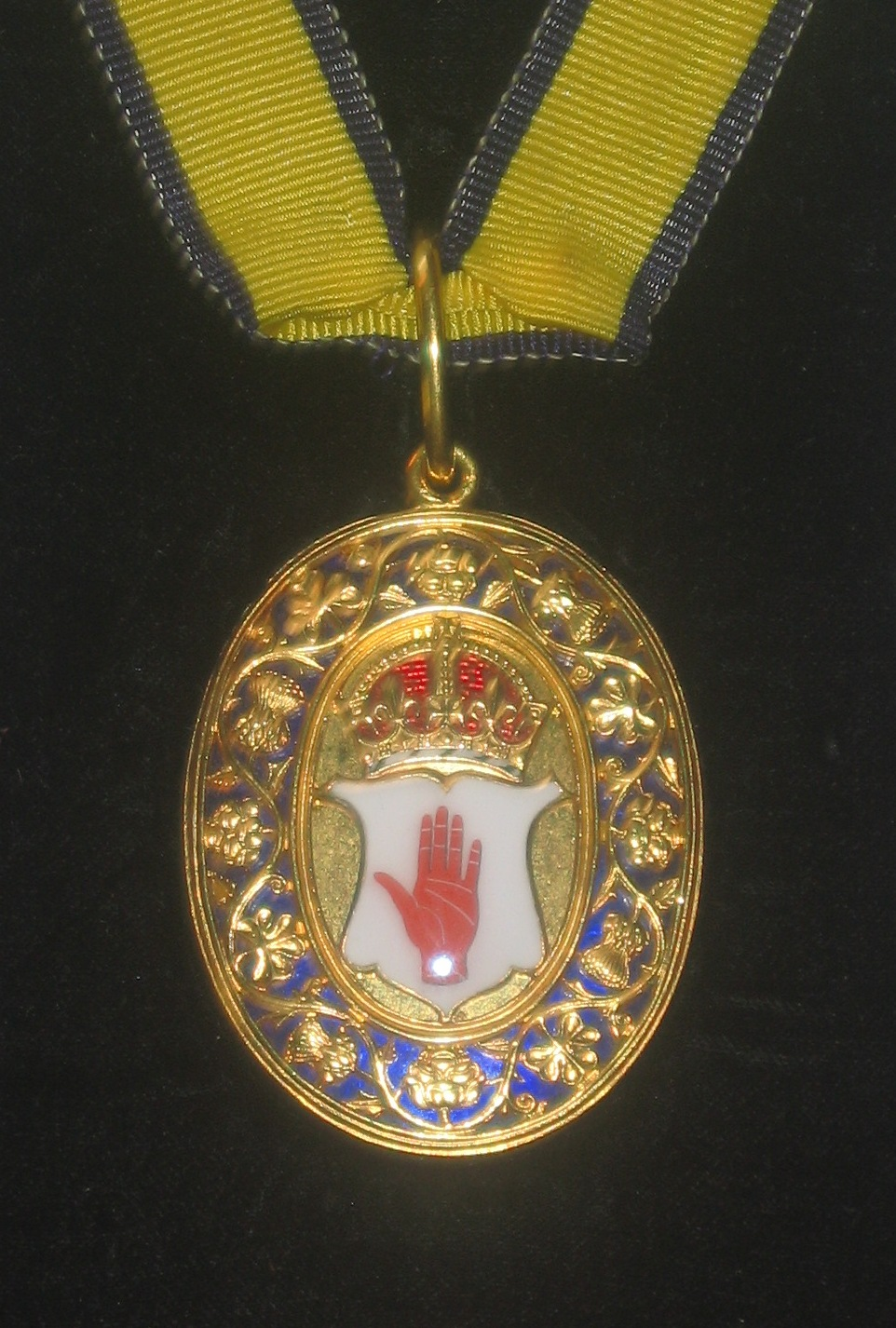
Insigne des baronnets.

Le titre de baronnet (en anglais : baronet) est un titre de noblesse britannique d'un rang intermédiaire entre celui de chevalier appartenant à la gentry (les aristocrates non-pairs) et celui de baron appartenant au « body of peers » ou peerage (les pairs titrés).
Au Royaume-Uni, le baronnet a droit à l'appellation « Sir » avant son prénom, et au suffixe « Baronet » (souvent abrégé en Bart, voire Bt) après son nom. Par exemple : « Sir John Smith, Bt » : on s'adresse à un baronnet en lui disant « Sir John » ou « Sir John Smith ». Dans le cas rare où le baronnet est une femme (baronetess), on utilise Dame. Pour la femme du baronet, c'est simplement "Lady". Lady est aussi le titre de la mère du baronet (si bien sûr elle n'est pas elle-même baronetess), et dans ce cas, la distinction entre les deux ladies se fera par la façon d'utiliser le prénom : l'épouse sera  "Lady Xoxox", et la mère sera "Suzan, Lady Xoxox" (ou pourra préférer qu'on parle de "dowager" - douairière). Une ex-épouse et une épouse actuelle seront elles aussi Lady Xoxox, et là encore, c'est la situation du prénom qui fera la différence : l'actuelle sera "Lady Ann Xoxox", et la précédente sera "Daphne, Lady Xoxox"
Bien qu'appelé Sir, la dignité de baronnet n'est pas considérée comme un ordre de chevalerie au sens ordinaire. Elle est en effet d'un rang supérieur à tous les ordres de chevalerie, excepté l’ordre de la Jarretière et, en Écosse, l’ordre du Chardon. Par ailleurs, le titre de baronnet, à la différence de celui de chevalier, se transmet de manière héréditaire à l'aîné des fils. Ce n'est pas non plus une pairie : il ne confère pas de siège à la Chambre des lords.
Il existe cinq ordres de dignité de baronnet : ceux d'Angleterre (1611), d'Écosse ou de Nouvelle-Écosse (1625), d'Irlande (1611), de Grande-Bretagne (1707) et du Royaume-Uni (1801).
Celui d'Écosse a été institué en 1624 par le roi Jacques Ier d’Angleterre (1566-1625). Ceux d’Angleterre, d’Irlande, de Grande-Bretagne et du Royaume-Uni ont été créés en 1929 par le roi George V (1865-1936).
Il n’existe qu'un seul grade et les insignes, ainsi que le ruban, sont identiques sauf ceux d'Écosse.
Le ruban seul n'est jamais porté sur un uniforme ou une tenue civile.
Il ne faut pas confondre la dignité de baronnet avec les titres des pairies britanniques, dont l’ordre de préséance est le suivant : duc (Duke), marquis (Marquess), comte (Earl), vicomte (Viscount), baron (Baron). Ensuite seulement viennent les baronnets et les chevaliers.

## Héraldique
Le titre de baronnet se distingue sur le blason des baronnets par l'adjonction d'un canton ou d'un écusson chargé d'une main senestre de gueules (gauche, rouge), appelée Badge of Ulster (bien que la main de l'Ulster soit dextre et non senestre).
Les baronnets d'Écosse et de Nouvelle-Écosse portent eux un canton chargé du drapeau de la Nouvelle-Écosse (drapeau blanc à croix bleue de l'Écosse avec en cœur le blason écossais, un lion de gueules entouré d'un double trescheur de même).